# Brasil nos Jogos Olímpicos
A primeira vez do Brasil nos Jogos Olímpicos ocorreu na Antuérpia 1920, na Bélgica. Participou de cada edição desde então, exceto dos Jogos de 1928, em Amsterdã, na Holanda, devido à crise econômica que o país atravessava, o que impediu que houvesse recursos suficientes para enviar uma delegação.
Das 33 edições, sendo 29 oficiais realizadas, 1 especial realizada e 3 oficiais canceladas, o Brasil esteve representado em 24 oportunidades nos Jogos Olímpicos de Verão.
Das 29 edições dos Jogos Olímpicos de Inverno - 27 oficias realizadas e 2 canceladas -, o Brasil esteve presente em 9 oportunidades. Estreou em 1992, na Albertville 1992, na França, e esteve em todas as edições desde então, mas sem conquistar ainda nenhum pódio.
Já nas edições de verão, com 170 medalhas conquistadas em 65 modalidades de 17 esportes, é o país mais bem-sucedido da América do Sul nos Jogos. Suas melhores participações foram como país sede dos Jogos Olímpicos de 2016, no Rio de Janeiro, com 19 medalhas, 7 de ouro, 6 de prata e 6 de bonze. Na edição seguinte, Tóquio 2020, igualou o número de ouros, mas superou o total de medalhas com 21. 
O judô é o esporte que mais medalhas rendeu ao Brasil, 28 no total, seguido pelo voleibol (quadra e praia), com 26 medalhas - com o judô tendo garantido pódios em todas as edições desde 1984 - e o vôlei sendo a modalidade com mais ouros, 9, seguido da vela, com 8.
No vôlei, o Brasil foi o primeiro país do mundo a ganhar o ouro em todas as quatro modalidades (quadra masculino em 1992, praia feminino em 1996, praia masculino em 2004 e quadra feminino em 2008), sendo igualado pelos Estados Unidos apenas em 2020.
O país também é o maior medalhista da história da competição de futebol, com 10, sete do masculino, incluindo títulos em 2016 e 2020, e três no feminino.
A atleta com mais medalhas é a ginasta Rebeca Andrade com seis, duas de ouro.
Por fim, um atleta do Brasil conquistou a Medalha Pierre de Coubertin: Vanderlei Cordeiro de Lima, corredor de longa distância que foi atacado por um invasor durante a maratona masculina da edição de 2004, em Atenas, Grécia, quando liderava a prova, mas apesar do incidente ainda conquistou a medalha de bronze, e foi premiado devido ao bom espírito esportivo.

## Jogos sediados
O Brasil sediou os Jogos em uma ocasião.
| Jogos | Cidade sede        | Período          | Delegações | Participantes | Eventos |
| ----- | ------------------ | ---------------- | ---------- | ------------- | ------- |
| 2016  | Rio de Janeiro, RJ | 5 a 21 de agosto | 207        | 11.303        | 306     |

### Candidaturas sem sucesso
| Jogos                            | Cidade             | Vencedor da candidatura |
| -------------------------------- | ------------------ | ----------------------- |
| Jogos Olímpicos de Verão de 1936 | Rio de Janeiro, RJ | Berlim, Alemanha        |
| Jogos Olímpicos de Verão de 2000 | Brasília, DF       | Sydney, Austrália       |
| Jogos Olímpicos de Verão de 2004 | Rio de Janeiro, RJ | Atenas, Grécia          |
| Jogos Olímpicos de Verão de 2012 | Rio de Janeiro, RJ | Londres, Reino Unido    |

## História nos Jogos Olímpicos de Verão
O primeiro brasileiro a competir nos Jogos Olímpicos foi Adolphe Christiano Klingelhoefer, na Paris 1900. Cidadão brasileiro nascido em Paris, filho de um francês com uma brasileira. Ele competiu pela França no atletismo nos 60 metros rasos, 200 metros rasos, 110 metros com barreiras, 100 metros demonstração, 110 metros com barreiras exibição e também no tênis nas duplas masculinas junto com o peruano Ricardo de Zevallos, além de competir também nos Jogos intercalados da Atenas 1906 nas modalidades de 100 metros rasos, 110 metros com barreiras, salto em distância e salto em distância em pé. Klingelhoeffer não é reconhecido pelo Comitê Olímpico Brasileiro porque em 1900 ainda não existiam comitês olímpicos nacionais.
A primeira participação brasileira oficial em Olimpíadas foi na Antuérpia 1920, na Bélgica. A delegação era composta por 22 atletas, todos homens, em 5 esportes. Conquistaram 3 medalhas no tiro esportivo, uma de ouro, uma de prata e uma de bronze. Os atletas foram enviados pela Confederação Brasileira de Desportos (CBD).
Em 1924, por falta de verba da União e desistência da CBD, por pouco o Brasil não fica de fora dos Jogos Olímpicos de Paris. Situação que foi contornada graças a iniciativa dos esportistas de São Paulo, chefiados pelo jornalista Américo Neto, do Jornal O Estado de São Paulo e com apoio da Federação Paulista de Atletismo. Com delegação reduzida de somente 11 atletas homens, o Brasil participou das provas de Tiro, Atletismo e Remo.
Em 1932, nos Jogos Olímpicos de Los Angeles o Brasil enviou 82 atletas de navio para os Jogos que deveriam vender sacas de café durante o percurso para custear a viagem. Alguns constrangimentos aconteceram durante o caminho, o maior deles ao tentar cruzer o Canal do Panamá com o navio disfarçado de navio de guerra para tentar isentar-se do pedágio, o que logo foi descoberto e por pouco não criou um incidente internacional. Chegando em Los Angeles, cada atleta precisava pagar um dólar para poder desembarcar, fato que acabou acarretando na desistência de 23 esportistas. Os 59 que desembarcaram foram priorizados por serem considerados com maiores chances de êxito, entre esses a primeira mulher brasileira a participar dos Jogos Olímpicos, a nadadora Maria Lenk e o velocista Adalberto Cardoso, que não custeou seu desembarque em Los Angeles e, junto com os demais integrantes, deveria seguir para São Francisco e tentar vender o resto do café. Dias depois já em San Francisco, ele se desgarrou do restante do grupo, desembarcou clandestinamente e percorreu parte do trajeto até Los Angeles a pé e depois de carona, só chegando ao Los Angeles Memorial Coliseum 10 minutos antes da corrida de 10.000 m. Sem ter dormido por mais de 18 horas, sem ter se alimentado direito e sem tempo para se vestir adequadamente, Cardoso competiu descalço e terminou em último lugar, mas foi aplaudido pelo público e ganhou uma medalha de bronze especial de honra ao mérito em reconhecimento pelo seu esforço. Acabou não tendo condições físicas de disputar nos dias seguintes as provas de 5.000 m e da maratona, mas entrou pro rol das grandes histórias daqueles Jogos. O país participou apenas das provas de Polo Aquático, Natação, Tiro, Remo e Atletismo.
Em 1935, foi reativado o COB, fundado inicialmente em 1914. Nos jogos realizados em 1936, a CBD mandou uma delegação e o COB enviou outra. Antes que o COI proibisse a participação do Brasil, ambas as delegações se fundiram. Desde então, o COB organiza e leva os atletas aos Jogos.
Depois de 1920, o Brasil só voltou a ganhar medalhas na Londres 1948, com um bronze do basquete masculino. Desde então, o país tem conseguido ao menos uma medalha por edição. Na edição seguinte, Helsinque 1952, voltou a ganhar um ouro com Adhemar Ferreira da Silva no salto triplo do atletismo. 
No total, o Brasil conquistou 170 medalhas na história dos Jogos Olímpicos, todas nas edições de verão. São 40 de ouro, 49 de prata e 81 de bronze, o que o torna o país sul-americano com o melhor retrospecto na história das Olimpíadas da era moderna e o 4.° maior ganhador das Américas atrás apenas dos EUA, do Canadá e de Cuba, respectivamente. Essa posição foi conquistada na Atenas 2004, quando ultrapassou a sua arquirrival Argentina, que era a primeira colocada na América do Sul até então. É também um dos raros países a ter um atleta que recebeu a Medalha Pierre de Coubertin: Vanderlei Cordeiro de Lima.
Desde que iniciou seu histórico Olímpico, a delegação brasileira enviou milhares de atletas em suas mais de 2 mil vagas até o momento. Em 2016, o Rio de Janeiro foi a primeira cidade da América do Sul a sediar o maior evento do esporte mundial. A maior delegação brasileira da história teve 465 atletas em 28 esportes. O país teve sua melhor participação até então, com 19 medalhas no total, 7 delas de ouro.
Nos Jogos de 2020, em Tóquio, o Brasil superou os números da Rio 2016 com 21 medalhas no total, e igualou os 7 ouros. O país conseguiu também conseguiu sua maior variedade de esportes no pódio com 13, incluindo os estreantes surfe e skate e a primeira medalha oficial do tênis.

## História nos Jogos Olímpicos de Inverno
Quatro brasileiros disputaram tanto os Jogos de Verão, quanto os de Inverno:
- Claudinei Quirino
```
   *Verão: Atlanta 1996 (Atletismo)
   *Verão: Sydney 2000 (Atletismo)
   *Inverno: Turim 2006 (Bobsled)
```

- Matheus Inocêncio
```
   *Inverno: Salt Lake City 2002 (Bobsled)
   *Verão: Atenas 2004 (Atletismo)
```

- Jaqueline Mourão
```
   *Verão: Atenas 2004 (Ciclismo Mountain Bike)
   *Inverno: Turim 2006 (Esqui Cross-country)
   *Verão: Pequim 2008 (Ciclismo Mountain Bike)
   *Inverno: Vancouver 2010 (Esqui Cross-country)
   *Inverno: Sochi 2014 (Biatlo e Esqui Cross-country)
   *Inverno: Pyeong Chang 2018 (Esqui Cross-country)
   *Verão: Tóquio 2020 (Ciclismo Mountain Bike)
```

- Jefferson Sabino
```
   *Verão: Pequim 2008 (Ciclismo Mountain Bike)
   *Inverno: Pequim 2022 (Bobsled)
```

A ginasta Laís Souza chegou perto de entrar para esse grupo. Após estar nas equipes de ginástica artística que disputaram os Jogos da Atenas 2004 e da Pequim 2008 e ser cortada da equipe que disputou a Londres 2012, Laís fez uma transição em 2013 para o esqui aéreo. Foi medalha de bronze durante o Campeonato Nacional dos Estados Unidos, em Park City. Competiria nos Jogos Olímpicos de Inverno de 2014, em Sochi, mas sofreu um acidente em 28 de janeiro de 2014, durante um treino em Salt Lake City. Sofreu uma lesão na coluna cervical e chegou a ficar em estado grave, correndo risco de morte. Ficou cinco meses internada em hospitais dos Estados Unidos, permanecendo por quase um ano na América do Norte. Após trauma severo na terceira vértebra cervical, ficou tetraplégica e perdeu os movimentos do pescoço para baixo.
Em sua primeira participação na Albertville 1992, o país levou 6 homens e 1 mulher, todos competindo no esqui alpino. Quatorze anos depois, na Turim 2006, Isabel Clark, praticante de snowboard, alcançou o melhor resultado histórico de participação brasileira (bem como latino-americana) nos Jogos de Inverno, ficando em nono lugar no snowboard.
A tabela abaixo sintetiza as participações do Brasil nos Jogos de Inverno:
| Ano             | Cidade         | Atleta                                                                                  | Prova                                                | Resultado(s)      |
| --------------- | -------------- | --------------------------------------------------------------------------------------- | ---------------------------------------------------- | ----------------- |
| 1992 (Detalhes) | Albertville    | Christian Lothar Munder                                                                 | Esqui Alpino - Downhill, Super G e Combinado Nórdico | 41.° / 55.° / DNF |
| 1992 (Detalhes) | Albertville    | Evelyn Schuler                                                                          | Esqui Alpino - Slalom Gigante e Super G              | 40.° / 46.°       |
| 1992 (Detalhes) | Albertville    | Fábio Igel                                                                              | Esqui Alpino - Slalom Gigante                        | DNF               |
| 1992 (Detalhes) | Albertville    | Hans Egger                                                                              | Esqui Alpino - Slalom, Slalom Gigante e Super G      | 48.° / DNF / 86.° |
| 1992 (Detalhes) | Albertville    | Marcelo Apovian                                                                         | Esqui Alpino - Slalom, Slalom Gigante e Super G      | DNF / 73.° / 76.° |
| 1992 (Detalhes) | Albertville    | Robert Scott Detlof                                                                     | Esqui Alpino - Slalom                                | 63.°              |
| 1992 (Detalhes) | Albertville    | Sérgio Schuler                                                                          | Esqui Alpino - Slalom, Slalom Gigante e Super G      | DNF / 64.° / 75.° |
| 1994 (Detalhes) | Lillehammer    | Christian Lothar Munder                                                                 | E.Alpino-Super combinado                             | 50.°              |
| 1998 (Detalhes) | Nagano         | Marcelo Apovian                                                                         | E.Alpino-Slalom Gigante                              | 37.°              |
| 2002 (Detalhes) | Salt Lake City | Franziska Becskehazy                                                                    | E.Cross country 10 km                                | 59.°              |
| 2002 (Detalhes) | Salt Lake City | Mirella Arnold                                                                          | E.Alpino-Slalom gigante                              | 48.°              |
| 2002 (Detalhes) | Salt Lake City | Alexandre Penna                                                                         | E.Cross country 50 km                                | 59.°              |
| 2002 (Detalhes) | Salt Lake City | Nikolai Hentsch                                                                         | E.Alpino-Slalom gigante                              | DSQ               |
| 2002 (Detalhes) | Salt Lake City | Renato Mizoguchi                                                                        | Luge                                                 | 46.°              |
| 2002 (Detalhes) | Salt Lake City | Ricardo Raschini                                                                        | Luge                                                 | 45.°              |
| 2002 (Detalhes) | Salt Lake City | Cristiano Rogério Paes, Edson Bindilatti, Eric Maleson e Matheus Inocêncio              | Trenó/4 men (Bobsled)                                | 27.°              |
| 2006 (Detalhes) | Turim          | Isabel Clark                                                                            | Snowboard-boardercross                               | 9.°               |
| 2006 (Detalhes) | Turim          | Jaqueline Mourão                                                                        | E.Cross country 10 km                                | 67.°              |
| 2006 (Detalhes) | Turim          | Mirella Arnold                                                                          | E.Alpino-Slalom gigante                              | 43.°              |
| 2006 (Detalhes) | Turim          | Hélio de Freitas                                                                        | E.Cross country 15 km                                | 93.°              |
| 2006 (Detalhes) | Turim          | Nikolai Hentsch                                                                         | E.Alpino-Slalom gigante                              | 30.°              |
| 2006 (Detalhes) | Turim          | Nikolai Hentsch                                                                         | E.Alpino-Downhill                                    | 43.°              |
| 2006 (Detalhes) | Turim          | Claudinei Quirino, Edson Bindilatti, Márcio Silva e Ricardo Raschini                    | Trenó/4 men (Bobsled)                                | 25.°              |
| 2010 (Detalhes) | Vancouver      | Maya Harrisson                                                                          | E.Alpino-Slalom                                      | DNF               |
| 2010 (Detalhes) | Vancouver      | Maya Harrisson                                                                          | E.Alpino-Slalom gigante                              | 48.°              |
| 2010 (Detalhes) | Vancouver      | Jhonatan Longhi                                                                         | E.Alpino-Slalom                                      | DNF               |
| 2010 (Detalhes) | Vancouver      | Jhonatan Longhi                                                                         | E.Alpino-Slalom gigante                              | 56.°              |
| 2010 (Detalhes) | Vancouver      | Jaqueline Mourão                                                                        | E.Cross country 10 km                                | 67.°              |
| 2010 (Detalhes) | Vancouver      | Leandro Ribela                                                                          | E.Cross country 15 km                                | 90.°              |
| 2010 (Detalhes) | Vancouver      | Isabel Clark                                                                            | Snowboard cross                                      | 19.°              |
| 2014 (Detalhes) | Sóchi          |                                                                                         |                                                      |                   |
| 2014 (Detalhes) | Sóchi          | Jaqueline Mourão                                                                        | Biatlo-Velocidade                                    | 76.°              |
| 2014 (Detalhes) | Sóchi          | Jaqueline Mourão                                                                        | Biatlo-Individual                                    | 77.°              |
| 2014 (Detalhes) | Sóchi          | Isadora Williams                                                                        | Patinação artística                                  | DNF               |
| 2014 (Detalhes) | Sóchi          | Fabiana dos Santos e Sally Mayara da Silva                                              | Trenó/2 women (Bobsled)                              | 19.°              |
| 2014 (Detalhes) | Sóchi          | Edson Bindilatti, Edson Martins, Fábio Gonçalves Silva e Odirlei Pessoni                | Trenó/4 men (Bobsled)                                | 29.°              |
| 2018 (Detalhes) | Pyeongchang    |                                                                                         |                                                      |                   |
| 2018 (Detalhes) | Pyeongchang    | Isadora Williams                                                                        | Patinação artística                                  | 24.°              |
| 2018 (Detalhes) | Pyeongchang    | Isabel Clark                                                                            | Snowboard                                            | DNF               |
| 2018 (Detalhes) | Pyeongchang    | Jaqueline Mourão                                                                        | Esqui cross-country                                  | 74.°              |
| 2018 (Detalhes) | Pyeongchang    | Victor Santos                                                                           | Esqui cross-country                                  | 110.°             |
| 2018 (Detalhes) | Pyeongchang    | Michel Macedo                                                                           | Esqui alpino                                         | DNF               |
| 2018 (Detalhes) | Pyeongchang    | Edson Bindilatti e Edson Martins                                                        | Trenó/2 men (Bobsled)                                | 27.°              |
| 2018 (Detalhes) | Pyeongchang    | Edson Bindilatti, Edson Martins, Odirlei Pessoni e Rafael Souza da Silva                | Trenó/4 men (Bobsled)                                | 23.°              |
| 2022 (Detalhes) | Beijing        |                                                                                         |                                                      |                   |
| 2022 (Detalhes) | Beijing        | Nicole Silveira                                                                         | Skeleton                                             | 13.°              |
| 2022 (Detalhes) | Beijing        | Sabrina Cass                                                                            | Esqui estilo livre                                   | 26.°              |
| 2022 (Detalhes) | Beijing        | Jaqueline Mourão                                                                        | E.cross-country 10 km                                | 82.°              |
| 2022 (Detalhes) | Beijing        | Jaqueline Mourão                                                                        | E.cross-country Sprint                               | 84.°              |
| 2022 (Detalhes) | Beijing        | Jaqueline Mourão                                                                        | E.cross-country dupla                                | 23.°              |
| 2022 (Detalhes) | Beijing        | Eduarda Ribera                                                                          | E.cross-country dupla                                | 23.°              |
| 2022 (Detalhes) | Beijing        | E.cross-country 10 km                                                                   | 90.°                                                 |                   |
| 2022 (Detalhes) | Beijing        | E.cross-country Sprint                                                                  | 88.°                                                 |                   |
| 2022 (Detalhes) | Beijing        | Manex Silva                                                                             | E.cross-country 15 km                                | 90.°              |
| 2022 (Detalhes) | Beijing        | Manex Silva                                                                             | E.cross-country 30 km                                | 67.°              |
| 2022 (Detalhes) | Beijing        | Manex Silva                                                                             | E.cross-country 50 km                                | 58.°              |
| 2022 (Detalhes) | Beijing        | Manex Silva                                                                             | E. cross-country Sprint                              | 71.°              |
| 2022 (Detalhes) | Beijing        | Michel Macedo                                                                           | Esqui alpino                                         | 57.°              |
| 2022 (Detalhes) | Beijing        | Edson Bindilatti e Edson Martins                                                        | Trenó/2 men (Bobsled)                                | 29.°              |
| 2022 (Detalhes) | Beijing        | Edson Bindilatti, Edson Martins, Erick Vianna, Jefferson Sabino e Rafael Souza da Silva | Trenó/4 men (Bobsled)                                | 20.°              |

## Quadros de medalhas
- Atualizado em 9 de agosto de 2024

| Edição           | Atletas | Medalha de ouro | Medalha de prata | Medalha de bronze | Total de medalhas | Pos. |
| ---------------- | ------- | --------------- | ---------------- | ----------------- | ----------------- | ---- |
| Antuérpia 1920   | 21      | 1               | 1                | 1                 | 3                 | 15.° |
| Paris 1924       | 12      | 0               | 0                | 0                 | 0                 | SC   |
| Los Angeles 1932 | 59      | 0               | 0                | 0                 | 0                 | SC   |
| Berlim 1936      | 94      | 0               | 0                | 0                 | 0                 | SC   |
| Londres 1948     | 77      | 0               | 0                | 1                 | 1                 | 34.° |
| Helsinque 1952   | 108     | 1               | 0                | 2                 | 3                 | 25.° |
| Melbourne 1956   | 48      | 1               | 0                | 0                 | 1                 | 25.° |
| Roma 1960        | 81      | 0               | 0                | 2                 | 2                 | 39.° |
| Tóquio 1964      | 68      | 0               | 0                | 1                 | 1                 | 35.° |
| México 1968      | 84      | 0               | 1                | 2                 | 3                 | 35.° |
| Munique 1972     | 89      | 0               | 0                | 2                 | 2                 | 41.° |
| Montreal 1976    | 93      | 0               | 0                | 2                 | 2                 | 36.° |
| Moscou 1980      | 109     | 2               | 0                | 2                 | 4                 | 17.° |
| Los Angeles 1984 | 151     | 1               | 5                | 2                 | 8                 | 19.° |
| Seul 1988        | 171     | 1               | 2                | 3                 | 6                 | 24.° |
| Barcelona 1992   | 197     | 2               | 1                | 0                 | 3                 | 25.° |
| Atlanta 1996     | 225     | 3               | 3                | 9                 | 15                | 25.° |
| Sydney 2000      | 205     | 0               | 6                | 6                 | 12                | 53.° |
| Atenas 2004      | 247     | 5               | 2                | 3                 | 10                | 16.° |
| Pequim 2008      | 277     | 3               | 4                | 10                | 17                | 23.° |
| Londres 2012     | 259     | 3               | 5                | 9                 | 17                | 22.° |
| Rio 2016         | 465     | 7               | 6                | 6                 | 19                | 13.° |
| Tóquio 2020      | 302     | 7               | 6                | 8                 | 21                | 12.° |
| Paris 2024       | 277     | 3               | 7                | 10                | 20                | 20.° |
| Los Angeles 2028 |         |                 |                  |                   |                   | -    |
| Brisbane 2032    |         |                 |                  |                   |                   | -    |
| Total            | 2960    | 40              | 49               | 81                | 170               | 32.° |

| Edição                       | Atletas | Medalha de ouro | Medalha de prata | Medalha de bronze | Total de medalhas | Pos. |
| ---------------------------- | ------- | --------------- | ---------------- | ----------------- | ----------------- | ---- |
| Albertville 1992             | 7       | 0               | 0                | 0                 | 0                 | SC   |
| Lillehammer 1994             | 1       | 0               | 0                | 0                 | 0                 | SC   |
| Nagano 1998                  | 1       | 0               | 0                | 0                 | 0                 | SC   |
| Salt Lake City 2002          | 10      | 0               | 0                | 0                 | 0                 | SC   |
| Turim 2006                   | 10      | 0               | 0                | 0                 | 0                 | SC   |
| Vancouver 2010               | 5       | 0               | 0                | 0                 | 0                 | SC   |
| Sóchi 2014                   | 13      | 0               | 0                | 0                 | 0                 | SC   |
| PyeongChang 2018             | 9       | 0               | 0                | 0                 | 0                 | SC   |
| Pequim 2022                  | 10      | 0               | 0                | 0                 | 0                 | SC   |
| 2026 Milão-Cortina d'Ampezzo |         |                 |                  |                   |                   | —    |
| Total                        | 56      | 0               | 0                | 0                 | 0                 | SC   |

| Modalidade          | Medalha de ouro | Medalha de prata | Medalha de bronze | Total de medalhas | Posição |
| ------------------- | --------------- | ---------------- | ----------------- | ----------------- | ------- |
| Judô                | 5               | 4                | 19                | 28                | 1.°     |
| Atletismo           | 5               | 4                | 12                | 21                | 2.°     |
| Vela                | 8               | 3                | 8                 | 19                | 3.°     |
| Natação             | 1               | 4                | 10                | 15                | 4.°     |
| Voleibol de praia   | 4               | 7                | 3                 | 14                | 5.°     |
| Voleibol            | 5               | 4                | 3                 | 12                | 6.°     |
| Ginástica artística | 3               | 5                | 2                 | 10                | 7.°     |
| Futebol             | 2               | 6                | 2                 | 10                | 8.°     |
| Boxe                | 2               | 2                | 5                 | 9                 | 9.°     |
| Canoagem            | 1               | 3                | 1                 | 5                 | 10.°    |
| Skate               | 0               | 3                | 2                 | 5                 | 11.°    |
| Basquetebol         | 0               | 1                | 4                 | 5                 | 12.°    |
| Tiro esportivo      | 1               | 2                | 1                 | 4                 | 13.°    |
| Surfe               | 1               | 1                | 1                 | 3                 | 14.°    |
| Hipismo             | 1               | 0                | 2                 | 3                 | 15.°    |
| Taekwondo           | 0               | 0                | 3                 | 3                 | 16.°    |
| Maratona aquática   | 1               | 0                | 1                 | 2                 | 17.°    |
| Pentatlo moderno    | 0               | 0                | 1                 | 1                 | 18.°    |
| Tênis               | 0               | 0                | 1                 | 1                 | 19.°    |
| Total               | 40              | 49               | 81                | 170               | 19      |

| Modalidade     | Medalha de ouro | Medalha de prata | Medalha de bronze | Total de medalhas | Posição |
| -------------- | --------------- | ---------------- | ----------------- | ----------------- | ------- |
| Esqui Alpino   | 0               | 0                | 0                 | 0                 | —       |
| Esqui de Fundo | 0               | 0                | 0                 | 0                 | —       |
| Luge           | 0               | 0                | 0                 | 0                 | —       |
| Trenó          | 0               | 0                | 0                 | 0                 | —       |
| Snowboard      | 0               | 0                | 0                 | 0                 | —       |
| Total          | 0               | 0                | 0                 | 0                 | —       |

(*) Modalidades em que o Brasil competiu até o momento.

### Medalhas por gênero
| Modalidade          | Homens          | Homens           | Homens            | Homens            | Mulheres        | Mulheres         | Mulheres          | Mulheres          | Misto           | Misto            | Misto             | Misto             |
| Modalidade          | Medalha de ouro | Medalha de prata | Medalha de bronze | Total de medalhas | Medalha de ouro | Medalha de prata | Medalha de bronze | Total de medalhas | Medalha de ouro | Medalha de prata | Medalha de bronze | Total de medalhas |
| ------------------- | --------------- | ---------------- | ----------------- | ----------------- | --------------- | ---------------- | ----------------- | ----------------- | --------------- | ---------------- | ----------------- | ----------------- |
| Vela                | 6               | 3                | 7                 | 16                | 2               | 0                | 1                 | 3                 | Nenhuma         | Nenhuma          | Nenhuma           | Nenhuma           |
| Voleibol            | 3               | 3                | 0                 | 6                 | 2               | 1                | 3                 | 6                 | Nenhuma         | Nenhuma          | Nenhuma           | Nenhuma           |
| Atletismo           | 4               | 4                | 11                | 19                | 1               | 0                | 1                 | 2                 | Nenhuma         | Nenhuma          | Nenhuma           | Nenhuma           |
| Judô                | 2               | 4                | 13                | 19                | 3               | 0                | 5                 | 8                 | 0               | 0                | 1                 | 1                 |
| Voleibol de praia   | 2               | 3                | 1                 | 6                 | 2               | 4                | 2                 | 8                 | Nenhuma         | Nenhuma          | Nenhuma           | Nenhuma           |
| Ginástica artística | 1               | 2                | 1                 | 4                 | 2               | 3                | 1                 | 6                 | Nenhuma         | Nenhuma          | Nenhuma           | Nenhuma           |
| Futebol             | 2               | 3                | 2                 | 7                 | 0               | 3                | 0                 | 3                 | Nenhuma         | Nenhuma          | Nenhuma           | Nenhuma           |
| Boxe                | 2               | 1                | 3                 | 6                 | 0               | 1                | 2                 | 3                 | Nenhuma         | Nenhuma          | Nenhuma           | Nenhuma           |
| Natação             | 1               | 4                | 10                | 15                | Nenhuma         | Nenhuma          | Nenhuma           | Nenhuma           | Nenhuma         | Nenhuma          | Nenhuma           | Nenhuma           |
| Canoagem            | 1               | 3                | 1                 | 5                 | Nenhuma         | Nenhuma          | Nenhuma           | Nenhuma           | Nenhuma         | Nenhuma          | Nenhuma           | Nenhuma           |
| Tiro esportivo      | 1               | 2                | 1                 | 4                 | Nenhuma         | Nenhuma          | Nenhuma           | Nenhuma           | Nenhuma         | Nenhuma          | Nenhuma           | Nenhuma           |
| Hipismo             | 1               | 0                | 2                 | 3                 | Nenhuma         | Nenhuma          | Nenhuma           | Nenhuma           | Nenhuma         | Nenhuma          | Nenhuma           | Nenhuma           |
| Maratona aquática   | Nenhuma         | Nenhuma          | Nenhuma           | Nenhuma           | 1               | 0                | 1                 | 2                 | Nenhuma         | Nenhuma          | Nenhuma           | Nenhuma           |
| Surfe               | 1               | 0                | 1                 | 2                 | 0               | 1                | 0                 | 1                 | Nenhuma         | Nenhuma          | Nenhuma           | Nenhuma           |
| Skate               | 0               | 2                | 1                 | 3                 | 0               | 1                | 1                 | 2                 | Nenhuma         | Nenhuma          | Nenhuma           | Nenhuma           |
| Basquete            | 0               | 0                | 3                 | 3                 | 0               | 1                | 1                 | 2                 | Nenhuma         | Nenhuma          | Nenhuma           | Nenhuma           |
| Taekwondo           | 0               | 0                | 2                 | 2                 | 0               | 0                | 1                 | 1                 | Nenhuma         | Nenhuma          | Nenhuma           | Nenhuma           |
| Pentatlo moderno    | Nenhuma         | Nenhuma          | Nenhuma           | Nenhuma           | 0               | 0                | 1                 | 1                 | Nenhuma         | Nenhuma          | Nenhuma           | Nenhuma           |
| Tênis               | Nenhuma         | Nenhuma          | Nenhuma           | Nenhuma           | 0               | 0                | 1                 | 1                 | Nenhuma         | Nenhuma          | Nenhuma           | Nenhuma           |
| Total               | 27              | 34               | 59                | 120               | 13              | 15               | 21                | 49                | 0               | 0                | 1                 | 1                 |

## Medalhistas múltiplos
O Brasil tem 16 bicampeões Olímpicos: Adhemar Ferreira da Silva (atletismo), Kahena Kunze, Marcelo Ferreira, Martine Grael, Robert Scheidt e Torben Grael (vela), Giovane Gávio, Maurício Lima e Sérgio Dutra (voleibol masculino), Fabi Alvim, Fabiana Claudino, Jaqueline Carvalho, Paula Pequeno, Sheilla Castro e Thaísa Daher (voleibol feminino) e Rebeca Andrade (ginástica artística).

### O grupo dos bicampeões
| Atleta                    | Esporte             | Modalidade(s)  | Anos        | Gênero |
| ------------------------- | ------------------- | -------------- | ----------- | ------ |
| Adhemar Ferreira da Silva | Atletismo           | salto triplo   | 1952 e 1956 | M      |
| Fabi Alvim                | Vôlei               | equipe quadra  | 2008 e 2012 | F      |
| Fabiana Claudino          | Vôlei               | equipe quadra  | 2008 e 2012 | F      |
| Giovane Gávio             | Vôlei               | equipe quadra  | 1992 e 2004 | M      |
| Jaqueline Carvalho        | Vôlei               | equipe quadra  | 2008 e 2012 | F      |
| Kahena Kunze              | Vela                | classe 49er FX | 2016 e 2020 | F      |
| Marcelo Ferreira          | Vela                | classe star    | 1996 e 2004 | M      |
| Martine Grael             | Vela                | classe 49er FX | 2016 e 2020 | F      |
| Maurício Lima             | Vôlei               | equipe quadra  | 1992 e 2004 | M      |
| Paula Pequeno             | Vôlei               | equipe quadra  | 2008 e 2012 | F      |
| Rebeca Andrade            | Ginástica Artística | mesa / solo    | 2020 e 2024 | F      |
| Robert Scheidt            | Vela                | classe laser   | 1996 e 2004 | M      |
| Sérgio Dutra              | Vôlei               | equipe quadra  | 2004 e 2016 | M      |
| Sheilla Castro            | Vôlei               | equipe quadra  | 2008 e 2012 | F      |
| Thaísa Daher              | Vôlei               | equipe quadra  | 2008 e 2012 | F      |
| Torben Grael              | Vela                | classe star    | 1996 e 2004 | M      |

### O grupo dos técnicos recordistas
Não-oficialmente, por não receber medalhas, já que o pódio é só para os atletas, há um brasileiro tricampeão Olímpico, o técnico de voleibol José Roberto Guimarães, que liderou ao ouro a equipe masculina na Barcelona 1992 e a equipe feminina na Pequim 2008 e na Londres 2012. Zé Roberto ainda conquistou com o time feminino uma medalha de prata e uma de bronze, respectivamente na Tóquio 2020 e na Paris 2024. Com estas 5 medalhas Olímpicas conquistadas ele fica apenas atrás do também treinador de voleibol Bernardinho Rezende em número de pódios. Bernardinho detém 6 conquistas como treinador: Ouro na Atenas 2004 e na Rio 2016; Prata na Pequim 2008 e na Londres 2012; Bronze na Atlanta 1996 e na Sydney 2000, além de uma prata como jogador na Los Angeles 1984.

### O grupo dos campeões como atletas e como técnicos
Dois brasileiros integram este grupo. Torben Grael, detentor de 5 medalhas Olímpicas, dentre as quais os títulos na Atlanta 1996 e na Atenas 2004, também alcançou o feito como treinador das velejadoras Kahena Kunze e Martine Grael na Rio 2016 e na Tóquio 2020, o que faz dele não-oficialmente o único tetracampeão Olímpico brasileiro. Nesse grupo também está a judoca Sarah Menezes, campeã como atleta na Londres 2012 e como técnica de Beatriz Souza na Paris 2024.

### O grupo dos multimedalhistas em edição única
9 atletas brasileiros conquistaram mais de 1 medalha em uma mesma edição dos Jogos:
| Número | Atleta             | Esporte             | Modalidade(s)                                                              | Edição | Gênero | Ouro | Prata | Bronze | Total |
| ------ | ------------------ | ------------------- | -------------------------------------------------------------------------- | ------ | ------ | ---- | ----- | ------ | ----- |
| 1      | Guilherme Paraense | Tiro Esportivo      | •pistola rápida 25 m •pistola livre por equipe 50 m                        | 1920   | M      | 1    | 0     | 1      | 2     |
| 2      | Afrânio da Costa   | Tiro Esportivo      | •pistola livre 50 m •pistola livre por equipe 50 m                         | 1920   | M      | 0    | 1     | 1      | 2     |
| 3      | Gustavo Borges     | Natação             | •200 m livre •100 m livre                                                  | 1996   | M      | 0    | 1     | 1      | 2     |
| 4      | César Cielo        | Natação             | •50 m livre •100 m livre                                                   | 2008   | M      | 1    | 0     | 1      | 2     |
| 5      | Isaquias Queiroz   | Canoagem            | •C-1 1000 m •C-2 1000 m •C-1 200 m                                         | 2016   | M      | 0    | 2     | 1      | 3     |
| 6      | Rebeca Andrade     | Ginástica Artística | •salto sobre a mesa •individual geral                                      | 2020   | F      | 1    | 1     | 0      | 2     |
| 6      | Rebeca Andrade     | Ginástica Artística | •ginástica de solo •individual geral •salto sobre a mesa •equipes feminino | 2024   | F      | 1    | 2     | 1      | 4     |
| 7      | Beatriz Souza      | Judô                | •peso pesado •equipe mista                                                 | 2024   | F      | 1    | 0     | 1      | 2     |
| 7      | Larissa Pimenta    | Judô                | •peso meio-leve •equipe mista                                              | 2024   | F      | 0    | 0     | 2      | 2     |
| 7      | Willian Lima       | Judô                | •peso meio-leve •equipe mista                                              | 2024   | M      | 0    | 1     | 1      | 2     |

Os atiradores Afrânio da Costa e Guilherme Paraense ganharam duas medalhas cada, logo na primeira participação Olímpica do Brasil na Antuérpia 1920. Tal feito só se repetiu na Atlanta 1996 com o nadador Gustavo Borges e depois só na Pequim 2008 com o também nadador César Cielo. O canoísta Isaquias Queiroz foi o primeiro brasileiro a ganhar 3 medalhas em uma única edição dos Jogos Olímpicos, feito realizado durante a Rio 2016, conquistas superadas pela ginasta Rebeca Andrade durante a Paris 2024, quando ganhou 4 medalhas. Rebeca já havia entrado para o grupo dos bimedalhistas em uma edição na Tóquio 2020 e ampliou ainda mais seu feito se isolando como a maior medalhista brasileira de todos os tempos em números de medalhas ao somar 6 pódios nas edições de Tóquio 2020 e Paris 2024. Em Paris, mais 3 atletas conseguiram 2 medalhas em edição única, os judocas Beatriz Souza, Larissa Pimenta e Willian Lima.

### O grupo dos recordistas pela idade
A skatista Rayssa Leal é a mais jovem atleta brasileira medalhista em Olimpíadas, feito conseguido aos 13 anos, 6 meses e 21 dias de idade na Tóquio 2020. Na edição de Paris 2024 Rayssa ainda se tornou a atleta mais jovem do mundo a conquistar 2 medalhas Olímpicas, feito conseguido quando ela estava com 16 anos, 6 meses e 24 dias de idade. Com esses feitos, Rayssa figura no top 1 e 2 da lista das brasileiras mais jovens medalhadas. A voleibolista Ana Cristina de Souza também aparece 2 vezes na lista, com conquistas nas mesmas edições. Assim, ambas superaram a corredora Rosângela Santos, que liderava a lista das mais jovens desde Pequim 2008.
Entre os homens, o mais jovem é o nadador Jorge Fernandes, que lidera desde Moscou 1980, quando ganhou uma medalha aos 18 anos, 3 meses e 20 dias. Porém, o campeão mais jovem é o futebolista Gabriel Jesus, ouro na Rio 2016 aos 19 anos, 4 meses e 17 dias.
Já o atleta mais velho a conquistar uma medalha foi o atirador Sebastião Wolf, bronze na Antuérpia 1920 aos 51 anos, 5 meses e 23 dias de idade, recorde que persiste até hoje.  Porém, o mais velho a conquistar um ouro foi o velejador Torben Grael, campeão aos 44 anos, 1 mês e 6 dias, na Atenas 2004.
Entre as mulheres, esse marco pertence à jogadora de vôlei Carol Gattaz, que conquistou uma medalha aos 40 anos e 12 dias na Tóquio 2020, superando a também voleibolista Hélia Fofão, campeã na Pequim 2008 aos 38 anos, 5 meses e 13 dias, mas que ainda é a mais velha medalhista de ouro entre as mulheres. A futebolista Marta Vieira assumiu a segunda colocação entre as mais velhas ao conquistar sua terceira medalha de prata na Paris 2024, também superando a Fofão. A curiosidade é que Marta também aparece 2 vezes na relação, mas em situações diferentes: Segunda com mais idade e sexta como a mais jovem. Outra que também aparece nas duas relações é a voleibolista Thaísa Daher que aos 37 anos, 2 meses e 23 dias conquistou um bronze na Paris 2024, assumindo a quarta posição entre as mais velhas e também como a décima nona medalhista mais nova, aos 21 anos, 3 meses e 8 dias, quando conquistou o ouro na Pequim 2008 e ainda é a mais jovem campeã Olímpica brasileira.
Abaixo uma top lista dos homens e mulheres mais velhos e mais jovens a conquistar medalhas para o Brasil:
| Número | Atleta                 | Esporte           | Modalidade(s)                  | Medalha        | Idade                      |
| ------ | ---------------------- | ----------------- | ------------------------------ | -------------- | -------------------------- |
| 1      | Sebastião Wolf         | Tiro Esportivo    | pistola livre por equipe 50 m  | bronze em 1920 | 51 anos, 5 meses e 23 dias |
| 2      | Luiz Felipe de Azevedo | Hipismo           | conjunto de saltos por equipes | bronze em 2000 | 47 anos, 1 mês e 11 dias   |
| 3      | Torben Grael           | Vela              | classe star                    | ouro em 2004   | 44 anos, 1 mês e 6 dias    |
| 4      | Nelson Falcão          | Vela              | classe star                    | bronze em 1988 | 42 anos, 4 meses e 17 dias |
| 5      | Bruno Prada            | Vela              | classe star                    | bronze em 2012 | 41 anos e 5 dias           |
| 6      | Sérgio Dutra           | Voleibol          | equipe masculina quadra        | ouro em 2016   | 40 anos, 10 meses e 6 dias |
| 7      | Emanuel Rego           | Voleibol de praia | dupla masculina                | prata em 2012  | 39 anos, 3 meses e 24 dias |
| 8      | Robert Scheidt         | Vela              | classe star                    | bronze em 2012 | 39 anos, 3 meses 20 dias   |
| 9      | Marcelo Ferreira       | Vela              | classe star                    | ouro em 2004   | 38 anos, 11 meses e 2 dias |
| 10     | Daniel Alves           | Futebol           | equipe masculina campo         | ouro em 2020   | 38 anos, 3 meses e 14 dias |
| 11     | Dario Barbosa          | Tiro Esportivo    | pistola livre por equipe 50 m  | bronze em 1920 | 38 anos e 11 dias          |
| 12     | André Johannpeter      | Hipismo           | conjunto de saltos por equipes | bronze em 2000 | 37 anos, 6 meses e 11 dias |
| 13     | William Arjona         | Voleibol          | equipe masculina quadra        | ouro em 2016   | 37 anos e 21 dias          |

| Número | Atleta            | Esporte           | Modalidade(s)          | Medalha        | Idade                       |
| ------ | ----------------- | ----------------- | ---------------------- | -------------- | --------------------------- |
| 1      | Carol Gattaz      | Voleibol          | equipe feminina quadra | prata em 2020  | 40 anos e 12 dias           |
| 2      | Marta Vieira      | Futebol           | equipe feminina campo  | prata em 2024  | 38 anos, 5 meses e 22 dias  |
| 3      | Hélia Fofão       | Voleibol          | equipe feminina quadra | ouro em 2008   | 38 anos, 5 meses e 13 dias  |
| 4      | Thaísa Daher      | Voleibol          | equipe feminina quadra | bronze em 2024 | 37 anos, 2 meses e 23 dias  |
| 5      | Hortência Marcari | Basquetebol       | equipe feminina quadra | prata em 1996  | 36 anos, 10 meses e 11 dias |
| 6      | Ketleyn Quadros   | Judô              | equipe mista           | bronze em 2024 | 36 anos, 10 meses e 2 dias  |
| 7      | Tamires Dias      | Futebol           | equipe feminina campo  | prata em 2024  | 36 anos e 10 meses          |
| 8      | Marta Sobral      | Basquetebol       | equipe feminina quadra | bronze em 2000 | 36 anos, 6 meses e 7 dias   |
| 9      | Adriana Behar     | Voleibol de praia | dupla feminina         | prata em 2004  | 35 anos, 6 meses e 11 dias  |
| 10     | Macris Carneiro   | Voleibol          | equipe feminina quadra | bronze em 2024 | 35 anos, 5 meses e 7 dias   |
| 11     | Fernanda Garay    | Voleibol          | equipe feminina quadra | prata em 2020  | 35 anos, 3 meses e 29 dias  |
| 12     | Roseli Belo       | Futebol           | equipe feminina campo  | prata em 2004  | 34 anos, 11 meses e 19 dias |
| 13     | Jaqueline Silva   | Voleibol de praia | dupla feminina         | ouro em 1996   | 34 anos, 5 meses e 14 dias  |
| 14     | Adriana Samuel    | Voleibol de praia | dupla feminina         | bronze em 2000 | 34 anos, 5 meses e 14 dias  |
| 15     | Paula Gonçalves   | Basquetebol       | equipe feminina quadra | prata em 1996  | 34 anos, 4 meses e 23 dias  |
| 16     | Roberta Ratzke    | Voleibol          | equipe feminina quadra | bronze em 2024 | 34 anos, 3 meses e 13 dias  |
| 17     | Tânia Maranhão    | Futebol           | equipe feminina campo  | prata em 2008  | 33 anos, 10 meses e 17 dias |
| 18     | Poliana Okimoto   | Maratona aquática | águas abertas feminino | bronze em 2016 | 33 anos, 5 meses e 7 dias   |
| 19     | Carol Silva       | Voleibol          | equipe feminina quadra | bronze em 2024 | 33 anos, 4 meses e 2 dias   |
| 20     | Sandra Suruagy    | Voleibol          | equipe feminina quadra | bronze em 1996 | 33 anos, 3 meses e 16 dias  |
| 21     | Delma Pretinha    | Futebol           | equipe feminina campo  | prata em 2008  | 33 anos, 3 meses e 2 dias   |
| 22     | Rafaelle Souza    | Futebol           | equipe feminina campo  | prata em 2024  | 33 anos, 1 mês e 23 dias    |

| Número | Atleta          | Esporte     | Modalidade(s)           | Medalha        | Idade                       |
| ------ | --------------- | ----------- | ----------------------- | -------------- | --------------------------- |
| 1      | Jorge Fernandes | Natação     | 4x200 m livre           | bronze em 1980 | 18 anos, 3 meses e 20 dias  |
| 2      | Tiago Camilo    | Judô        | peso leve               | prata em 2000  | 18 anos, 3 meses e 25 dias  |
| 3      | Breno Borges    | Futebol     | equipe masculina campo  | bronze em 2008 | 18 anos, 10 meses e 9 dias  |
| 4      | Alexandre Pato  | Futebol     | equipe masculina campo  | bronze em 2008 | 18 anos, 11 meses e 20 dias |
| 5      | Cyro Delgado    | Natação     | 4x200 m livre           | bronze em 1980 | 19 anos, 2 meses e 12 dias  |
| 6      | Jorge Pinga     | Futebol     | equipe masculina campo  | prata em 1984  | 19 anos, 3 meses e 18 dias  |
| 7      | Gabriel Jesus   | Futebol     | equipe masculina campo  | ouro em 2016   | 19 anos, 4 meses e 17 dias  |
| 8      | Thiago Maia     | Futebol     | equipe masculina campo  | ouro em 2016   | 19 anos, 4 meses e 28 dias  |
| 9      | Marcos Soares   | Vela        | classe 470              | ouro em 1980   | 19 anos, 5 meses e 13 dias  |
| 10     | Ricardo Prado   | Natação     | 400 m medley            | prata em 1984  | 19 anos, 6 meses e 23 dias  |
| 11     | Gustavo Borges  | Natação     | 100 m livre             | prata em 1992  | 19 anos, 7 meses e 26 dias  |
| 12     | Reinier Jesus   | Futebol     | equipe masculina campo  | ouro em 2020   | 19 anos, 11 meses e 1 dia   |
| 13     | Sérgio Macarrão | Basquetebol | equipe masculina quadra | bronze em 1964 | 19 anos, 7 meses e 27 dias  |
| 14     | Gabriel Menino  | Futebol     | equipe masculina campo  | ouro em 2020   | 19 anos, 11 meses e 21 dias |

| Número | Atleta                 | Esporte             | Modalidade(s)          | Medalha        | Idade                       |
| ------ | ---------------------- | ------------------- | ---------------------- | -------------- | --------------------------- |
| 1      | Rayssa Leal            | Skate               | street feminino        | prata em 2020  | 13 anos, 6 meses e 21 dias  |
| 2      | Rayssa Leal            | Skate               | street feminino        | bronze em 2024 | 16 anos, 6 meses e 24 dias  |
| 3      | Ana Cristina de Souza  | Voleibol            | equipe feminina quadra | prata em 2020  | 17 anos, 4 meses e 1 dia    |
| 4      | Rosângela Santos       | Atletismo           | 4x100 m rasos          | bronze em 2008 | 17 anos, 8 meses e 2 dias   |
| 5      | Renata Koki            | Futebol             | equipe feminina campo  | prata em 2004  | 18 anos, 1 mês e 18 dias    |
| 6      | Marta Vieira           | Futebol             | equipe feminina campo  | prata em 2004  | 18 anos, 6 meses e 7 dias   |
| 7      | Francielle Alberto     | Futebol             | equipe feminina campo  | prata em 2008  | 18 anos, 10 meses e 3 dias  |
| 8      | Júlia Soares           | Ginástica Artística | individual feminino    | bronze em 2024 | 18 anos, 11 meses e 24 dias |
| 9      | Fabiana Simões         | Futebol             | equipe feminina campo  | prata em 2008  | 19 anos e 17 dias           |
| 10     | Cristiane Rozeira      | Futebol             | equipe feminina campo  | prata em 2004  | 19 anos, 3 meses e 11 dias  |
| 11     | Kelly Cristina         | Futebol             | equipe feminina campo  | prata em 2004  | 19 anos, 3 meses e 18 dias  |
| 12     | Priscila Flor da Silva | Futebol             | equipe feminina campo  | prata em 2024  | 19 anos, 11 meses e 19 dias |
| 13     | Bárbara Barbosa        | Futebol             | equipe feminina campo  | prata em 2008  | 20 anos, 1 mês e 17 dias    |
| 14     | Ana Cristina de Souza  | Voleibol            | equipe feminina quadra | bronze em 2024 | 20 anos, 4 meses e 3 dias   |
| 15     | Érika Coimbra          | Voleibol            | equipe feminina quadra | bronze em 2000 | 20 anos, 6 meses e 7 dias   |
| 16     | Érika Santos           | Futebol             | equipe feminina campo  | prata em 2008  | 20 anos, 6 meses e 17 dias  |
| 17     | Daniela Alves          | Futebol             | equipe feminina campo  | prata em 2004  | 20 anos, 7 meses e 14 dias  |
| 18     | Kelly Santos           | Basquetebol         | equipe feminina quadra | bronze em 2000 | 20 anos, 10 meses e 20 dias |
| 19     | Thaísa Daher           | Voleibol            | equipe feminina quadra | ouro em 2008   | 21 anos, 3 meses e 8 dias   |

### O grupo dos recordistas por número de medalhas
115 brasileiros foram medalhistas Olímpicos em mais de uma oportunidade. A tabela a seguir lista os atletas com essas conquistas, seja em competições individuais ou em equipe. A relação prioriza a maioria de medalhas de ouro, depois o maior número de medalhas de prata e em seguida a maior quantidade de medalhas de bronze. Em caso de empate, a organização segue a ordem alfabética.
| Atleta                      | Esporte           |   |   |   |   |
| --------------------------- | ----------------- | - | - | - | - |
| Rebeca Andrade              | Ginástica         | 2 | 3 | 1 | 6 |
| Robert Scheidt              | Vela              | 2 | 2 | 1 | 5 |
| Sérgio Dutra                | Voleibol          | 2 | 2 | 0 | 4 |
| Torben Grael                | Vela              | 2 | 1 | 2 | 5 |
| Marcelo Ferreira            | Vela              | 2 | 0 | 1 | 3 |
| Thaísa Daher                | Voleibol          | 2 | 0 | 1 | 3 |
| Adhemar Ferreira da Silva   | Atletismo         | 2 | 0 | 0 | 2 |
| Fabi Alvim                  | Voleibol          | 2 | 0 | 0 | 2 |
| Fabiana Claudino            | Voleibol          | 2 | 0 | 0 | 2 |
| Giovane Gávio               | Voleibol          | 2 | 0 | 0 | 2 |
| Jaqueline Carvalho          | Voleibol          | 2 | 0 | 0 | 2 |
| Kahena Kunze                | Vela              | 2 | 0 | 0 | 2 |
| Martine Grael               | Vela              | 2 | 0 | 0 | 2 |
| Maurício Lima               | Voleibol          | 2 | 0 | 0 | 2 |
| Paula Pequeno               | Voleibol          | 2 | 0 | 0 | 2 |
| Sheilla Castro              | Voleibol          | 2 | 0 | 0 | 2 |
| Isaquias Queiroz            | Canoagem          | 1 | 3 | 1 | 5 |
| Bruno Rezende               | Voleibol          | 1 | 2 | 0 | 3 |
| Dante Amaral                | Voleibol          | 1 | 2 | 0 | 3 |
| Giba Godoy                  | Voleibol          | 1 | 2 | 0 | 3 |
| Rodrigão Santana            | Voleibol          | 1 | 2 | 0 | 3 |
| Emanuel Rego                | Voleibol de praia | 1 | 1 | 1 | 3 |
| Ricardo Santos              | Voleibol de praia | 1 | 1 | 1 | 3 |
| Alison Cerutti              | Voleibol de praia | 1 | 1 | 0 | 2 |
| Amauri Ribeiro              | Voleibol          | 1 | 1 | 0 | 2 |
| Anderson Rodrigues          | Voleibol          | 1 | 1 | 0 | 2 |
| André Heller                | Voleibol          | 1 | 1 | 0 | 2 |
| André Nascimento            | Voleibol          | 1 | 1 | 0 | 2 |
| Arthur Zanetti              | Ginástica         | 1 | 1 | 0 | 2 |
| Fernanda Garay              | Voleibol          | 1 | 1 | 0 | 2 |
| Gustavo Endres              | Voleibol          | 1 | 1 | 0 | 2 |
| Joaquim Cruz                | Atletismo         | 1 | 1 | 0 | 2 |
| Lucão Saatkamp              | Voleibol          | 1 | 1 | 0 | 2 |
| Natália Pereira             | Voleibol          | 1 | 1 | 0 | 2 |
| Neymar Júnior               | Futebol           | 1 | 1 | 0 | 2 |
| Ricardinho Garcia           | Voleibol          | 1 | 1 | 0 | 2 |
| Wallace de Souza            | Voleibol          | 1 | 1 | 0 | 2 |
| César Cielo                 | Natação           | 1 | 0 | 2 | 3 |
| Hélia Fofão                 | Voleibol          | 1 | 0 | 2 | 3 |
| Rodrigo Pessoa              | Hipismo           | 1 | 0 | 2 | 3 |
| Aurélio Miguel              | Judô              | 1 | 0 | 1 | 2 |
| Beatriz Souza               | Judô              | 1 | 0 | 1 | 2 |
| Guilherme Paraense          | Tiro esportivo    | 1 | 0 | 1 | 2 |
| Rafaela Silva               | Judô              | 1 | 0 | 1 | 2 |
| Sandra Pires                | Voleibol de praia | 1 | 0 | 1 | 2 |
| Thiago Braz                 | Atletismo         | 1 | 0 | 1 | 2 |
| Walewska Oliveira           | Voleibol          | 1 | 0 | 1 | 2 |
| Marta Vieira                | Futebol           | 0 | 3 | 0 | 3 |
| Gustavo Borges              | Natação           | 0 | 2 | 2 | 4 |
| Ademir Roque                | Futebol           | 0 | 2 | 0 | 2 |
| Adriana Behar               | Voleibol de praia | 0 | 2 | 0 | 2 |
| Andréia Suntaque            | Futebol           | 0 | 2 | 0 | 2 |
| Cristiane Rozeira           | Futebol           | 0 | 2 | 0 | 2 |
| Daniela Alves               | Futebol           | 0 | 2 | 0 | 2 |
| Delma Pretinha              | Futebol           | 0 | 2 | 0 | 2 |
| Luís Carlos Winck           | Futebol           | 0 | 2 | 0 | 2 |
| Maycon Santos               | Futebol           | 0 | 2 | 0 | 2 |
| Miraíldes Formiga           | Futebol           | 0 | 2 | 0 | 2 |
| Murilo Endres               | Voleibol          | 0 | 2 | 0 | 2 |
| Renata Kóki                 | Futebol           | 0 | 2 | 0 | 2 |
| Rosana dos Santos           | Futebol           | 0 | 2 | 0 | 2 |
| Shelda Bedê                 | Voleibol de praia | 0 | 2 | 0 | 2 |
| Tânia Maranhão              | Futebol           | 0 | 2 | 0 | 2 |
| Adriana Santos              | Basquetebol       | 0 | 1 | 1 | 2 |
| Adriana Samuel              | Voleibol de praia | 0 | 1 | 1 | 2 |
| Afrânio da Costa            | Tiro esportivo    | 0 | 1 | 1 | 2 |
| Alessandra Santos           | Basquetebol       | 0 | 1 | 1 | 2 |
| Alexandre Pato              | Futebol           | 0 | 1 | 1 | 2 |
| Ana Cristina de Souza       | Voleibol          | 0 | 1 | 1 | 2 |
| André Domingos              | Atletismo         | 0 | 1 | 1 | 2 |
| Bebeto Gama                 | Futebol           | 0 | 1 | 1 | 2 |
| Beatriz Ferreira            | Boxe              | 0 | 1 | 1 | 2 |
| Bruno Prada                 | Vela              | 0 | 1 | 1 | 2 |
| Carol Silva                 | Voleibol          | 0 | 1 | 1 | 2 |
| Cíntia Tuiú                 | Basquetebol       | 0 | 1 | 1 | 2 |
| Édson Luciano               | Atletismo         | 0 | 1 | 1 | 2 |
| Gabi Guimarães              | Voleibol          | 0 | 1 | 1 | 2 |
| Janeth Arcain               | Basquetebol       | 0 | 1 | 1 | 2 |
| Macris Carneiro             | Voleibol          | 0 | 1 | 1 | 2 |
| Marcelo Vieira              | Futebol           | 0 | 1 | 1 | 2 |
| Marta Sobral                | Basquetebol       | 0 | 1 | 1 | 2 |
| Nelson Prudêncio            | Atletismo         | 0 | 1 | 1 | 2 |
| Rayssa Leal                 | Skate             | 0 | 1 | 1 | 2 |
| Roberta Ratzke              | Voleibol          | 0 | 1 | 1 | 2 |
| Rosamaria Montibeller       | Voleibol          | 0 | 1 | 1 | 2 |
| Sílvia Luz                  | Basquetebol       | 0 | 1 | 1 | 2 |
| Tiago Camilo                | Judô              | 0 | 1 | 1 | 2 |
| Thiago Silva                | Futebol           | 0 | 1 | 1 | 2 |
| Vicente Lenílson            | Atletismo         | 0 | 1 | 1 | 2 |
| Willian Lima                | Judô              | 0 | 1 | 1 | 2 |
| Mayra Aguiar                | Judô              | 0 | 0 | 3 | 3 |
| Rafael Silva                | Judô              | 0 | 0 | 3 | 3 |
| Alison dos Santos           | Atletismo         | 0 | 0 | 2 | 2 |
| Álvaro Doda de Miranda Neto | Hipismo           | 0 | 0 | 2 | 2 |
| Amaury Pasos                | Basquetebol       | 0 | 0 | 2 | 2 |
| André Johannpeter           | Hipismo           | 0 | 0 | 2 | 2 |
| Antônio Sucar               | Basquetebol       | 0 | 0 | 2 | 2 |
| Carlos Mosquito             | Basquetebol       | 0 | 0 | 2 | 2 |
| Carmo Rosa Branca           | Basquetebol       | 0 | 0 | 2 | 2 |
| Daniel Cargnin              | Judô              | 0 | 0 | 2 | 2 |
| Edson Bispo                 | Basquetebol       | 0 | 0 | 2 | 2 |
| Fernando Scherer            | Natação           | 0 | 0 | 2 | 2 |
| Jatyr Schall                | Basquetebol       | 0 | 0 | 2 | 2 |
| João do Pulo                | Atletismo         | 0 | 0 | 2 | 2 |
| Ketleyn Quadros             | Judô              | 0 | 0 | 2 | 2 |
| Larissa Pimenta             | Judô              | 0 | 0 | 2 | 2 |
| Lars Grael                  | Vela              | 0 | 0 | 2 | 2 |
| Leandro Guilheiro           | Judô              | 0 | 0 | 2 | 2 |
| Leila Barros                | Voleibol          | 0 | 0 | 2 | 2 |
| Luiz Felipe de Azevedo      | Hipismo           | 0 | 0 | 2 | 2 |
| Reinaldo Conrad             | Vela              | 0 | 0 | 2 | 2 |
| Robson Caetano              | Atletismo         | 0 | 0 | 2 | 2 |
| Virna Dias                  | Voleibol          | 0 | 0 | 2 | 2 |
| Wlamir Marques              | Basquetebol       | 0 | 0 | 2 | 2 |
| Zenny Algodão               | Basquetebol       | 0 | 0 | 2 | 2 |

### Medalhistas múltiplos por edição
A lista abaixo enumera os mesmos 115 atletas da tabela anterior, especificando as cores das medalhas conquistadas em cada edição ou edições. O critério segue a mesma classificação pela maioria das medalhas de ouro, seguidas pela maioria de medalhas de prata e finalmente pela maioria de medalhas de bronze. Em caso de empate, a lista também descrimina os atletas pela ordem alfabética. Ainda estão listadas as edições em que os atletas subiram no pódio.
| Colocação | Atleta                      | Sexo | Esporte             | Ouro | Prata | Bronze | Jogos            |   |   |   | Total |
| --------- | --------------------------- | ---- | ------------------- | ---- | ----- | ------ | ---------------- | - | - | - | ----- |
| 1.°       | Rebeca Andrade              | F    | Ginástica artística | 2    | 3     | 1      | Tóquio 2020      | 1 | 1 | 0 | 6     |
| 1.°       | Rebeca Andrade              | F    | Ginástica artística | 2    | 3     | 1      | Paris 2024       | 1 | 2 | 1 | 6     |
| 2.°       | Robert Scheidt              | M    | Vela                | 2    | 2     | 1      | Atlanta 1996     | 1 | 0 | 0 | 5     |
| 2.°       | Robert Scheidt              | M    | Vela                | 2    | 2     | 1      | Sydney 2000      | 0 | 1 | 0 | 5     |
| 2.°       | Robert Scheidt              | M    | Vela                | 2    | 2     | 1      | Atenas 2004      | 1 | 0 | 0 | 5     |
| 2.°       | Robert Scheidt              | M    | Vela                | 2    | 2     | 1      | Pequim 2008      | 0 | 1 | 0 | 5     |
| 2.°       | Robert Scheidt              | M    | Vela                | 2    | 2     | 1      | Londres 2012     | 0 | 0 | 1 | 5     |
| 3.°       | Sérgio Dutra                | M    | Vôlei               | 2    | 2     | 0      | Atenas 2004      | 1 | 0 | 0 | 4     |
| 3.°       | Sérgio Dutra                | M    | Vôlei               | 2    | 2     | 0      | Pequim 2008      | 0 | 1 | 0 | 4     |
| 3.°       | Sérgio Dutra                | M    | Vôlei               | 2    | 2     | 0      | Londres 2012     | 0 | 1 | 0 | 4     |
| 3.°       | Sérgio Dutra                | M    | Vôlei               | 2    | 2     | 0      | Rio 2016         | 1 | 0 | 0 | 4     |
| 4.°       | Torben Grael                | M    | Vela                | 2    | 1     | 2      | Los Angeles 1984 | 0 | 1 | 0 | 5     |
| 4.°       | Torben Grael                | M    | Vela                | 2    | 1     | 2      | Seul 1988        | 0 | 0 | 1 | 5     |
| 4.°       | Torben Grael                | M    | Vela                | 2    | 1     | 2      | Atlanta 1996     | 1 | 0 | 0 | 5     |
| 4.°       | Torben Grael                | M    | Vela                | 2    | 1     | 2      | Sydney 2000      | 0 | 0 | 1 | 5     |
| 4.°       | Torben Grael                | M    | Vela                | 2    | 1     | 2      | Atenas 2004      | 1 | 0 | 0 | 5     |
| 5.°       | Marcelo Ferreira            | M    | Vela                | 2    | 0     | 1      | Atlanta 1996     | 1 | 0 | 0 | 3     |
| 5.°       | Marcelo Ferreira            | M    | Vela                | 2    | 0     | 1      | Sydney 2000      | 0 | 0 | 1 | 3     |
| 5.°       | Marcelo Ferreira            | M    | Vela                | 2    | 0     | 1      | Atenas 2004      | 1 | 0 | 0 | 3     |
| 5.°       | Thaísa Daher                | F    | Vôlei               | 2    | 0     | 1      | Pequim 2008      | 1 | 0 | 0 | 3     |
| 5.°       | Thaísa Daher                | F    | Vôlei               | 2    | 0     | 1      | Londres 2012     | 1 | 0 | 0 | 3     |
| 5.°       | Thaísa Daher                | F    | Vôlei               | 2    | 0     | 1      | Paris 2024       | 0 | 0 | 1 | 3     |
| 7.°       | Adhemar Ferreira da Silva   | M    | Atletismo           | 2    | 0     | 0      | Helsinque 1952   | 1 | 0 | 0 | 2     |
| 7.°       | Adhemar Ferreira da Silva   | M    | Atletismo           | 2    | 0     | 0      | Melbourne 1956   | 1 | 0 | 0 | 2     |
| 7.°       | Fabi Alvim                  | F    | Vôlei               | 2    | 0     | 0      | Pequim 2008      | 1 | 0 | 0 | 2     |
| 7.°       | Fabi Alvim                  | F    | Vôlei               | 2    | 0     | 0      | Londres 2012     | 1 | 0 | 0 | 2     |
| 7.°       | Fabiana Claudino            | F    | Vôlei               | 2    | 0     | 0      | Pequim 2008      | 1 | 0 | 0 | 2     |
| 7.°       | Fabiana Claudino            | F    | Vôlei               | 2    | 0     | 0      | Londres 2012     | 1 | 0 | 0 | 2     |
| 7.°       | Giovane Gávio               | M    | Vôlei               | 2    | 0     | 0      | Barcelona 1992   | 1 | 0 | 0 | 2     |
| 7.°       | Giovane Gávio               | M    | Vôlei               | 2    | 0     | 0      | Atenas 2004      | 1 | 0 | 0 | 2     |
| 7.°       | Jaqueline Carvalho          | F    | Vôlei               | 2    | 0     | 0      | Pequim 2008      | 1 | 0 | 0 | 2     |
| 7.°       | Jaqueline Carvalho          | F    | Vôlei               | 2    | 0     | 0      | Londres 2012     | 1 | 0 | 0 | 2     |
| 7.°       | Kahena Kunze                | F    | Vela                | 2    | 0     | 0      | Rio 2016         | 1 | 0 | 0 | 2     |
| 7.°       | Kahena Kunze                | F    | Vela                | 2    | 0     | 0      | Tóquio 2020      | 1 | 0 | 0 | 2     |
| 7.°       | Martine Grael               | F    | Vela                | 2    | 0     | 0      | Rio 2016         | 1 | 0 | 0 | 2     |
| 7.°       | Martine Grael               | F    | Vela                | 2    | 0     | 0      | Tóquio 2020      | 1 | 0 | 0 | 2     |
| 7.°       | Maurício Lima               | M    | Vôlei               | 2    | 0     | 0      | Barcelona 1992   | 1 | 0 | 0 | 2     |
| 7.°       | Maurício Lima               | M    | Vôlei               | 2    | 0     | 0      | Atenas 2004      | 1 | 0 | 0 | 2     |
| 7.°       | Paula Pequeno               | F    | Vôlei               | 2    | 0     | 0      | Pequim 2008      | 1 | 0 | 0 | 2     |
| 7.°       | Paula Pequeno               | F    | Vôlei               | 2    | 0     | 0      | Londres 2012     | 1 | 0 | 0 | 2     |
| 7.°       | Sheilla Castro              | F    | Vôlei               | 2    | 0     | 0      | Pequim 2008      | 1 | 0 | 0 | 2     |
| 7.°       | Sheilla Castro              | F    | Vôlei               | 2    | 0     | 0      | Londres 2012     | 1 | 0 | 0 | 2     |
| 17.°      | Isaquias Queiroz            | M    | Canoagem            | 1    | 3     | 1      | Rio 2016         | 0 | 2 | 1 | 5     |
| 17.°      | Isaquias Queiroz            | M    | Canoagem            | 1    | 3     | 1      | Tóquio 2020      | 1 | 0 | 0 | 5     |
| 17.°      | Isaquias Queiroz            | M    | Canoagem            | 1    | 3     | 1      | Paris 2024       | 0 | 1 | 0 | 5     |
| 18.°      | Bruno Rezende               | M    | Vôlei               | 1    | 2     | 0      | Pequim 2008      | 0 | 1 | 0 | 3     |
| 18.°      | Bruno Rezende               | M    | Vôlei               | 1    | 2     | 0      | Londres 2012     | 0 | 1 | 0 | 3     |
| 18.°      | Bruno Rezende               | M    | Vôlei               | 1    | 2     | 0      | Rio 2016         | 1 | 0 | 0 | 3     |
| 18.°      | Dante Amaral                | M    | Vôlei               | 1    | 2     | 0      | Atenas 2004      | 1 | 0 | 0 | 3     |
| 18.°      | Dante Amaral                | M    | Vôlei               | 1    | 2     | 0      | Pequim 2008      | 0 | 1 | 0 | 3     |
| 18.°      | Dante Amaral                | M    | Vôlei               | 1    | 2     | 0      | Londres 2012     | 0 | 1 | 0 | 3     |
| 18.°      | Giba Godoy                  | M    | Vôlei               | 1    | 2     | 0      | Atenas 2004      | 1 | 0 | 0 | 3     |
| 18.°      | Giba Godoy                  | M    | Vôlei               | 1    | 2     | 0      | Pequim 2008      | 0 | 1 | 0 | 3     |
| 18.°      | Giba Godoy                  | M    | Vôlei               | 1    | 2     | 0      | Londres 2012     | 0 | 1 | 0 | 3     |
| 18.°      | Rodrigão Santana            | M    | Vôlei               | 1    | 2     | 0      | Atenas 2004      | 1 | 0 | 0 | 3     |
| 18.°      | Rodrigão Santana            | M    | Vôlei               | 1    | 2     | 0      | Pequim 2008      | 0 | 1 | 0 | 3     |
| 18.°      | Rodrigão Santana            | M    | Vôlei               | 1    | 2     | 0      | Londres 2012     | 0 | 1 | 0 | 3     |
| 22.°      | Emanuel Rego                | M    | Vôlei de praia      | 1    | 1     | 1      | Atenas 2004      | 1 | 0 | 0 | 3     |
| 22.°      | Emanuel Rego                | M    | Vôlei de praia      | 1    | 1     | 1      | Pequim 2008      | 0 | 0 | 1 | 3     |
| 22.°      | Emanuel Rego                | M    | Vôlei de praia      | 1    | 1     | 1      | Londres 2012     | 0 | 1 | 0 | 3     |
| 22.°      | Ricardo Santos              | M    | Vôlei de praia      | 1    | 1     | 1      | Sydney 2000      | 0 | 1 | 0 | 3     |
| 22.°      | Ricardo Santos              | M    | Vôlei de praia      | 1    | 1     | 1      | Atenas 2004      | 1 | 0 | 0 | 3     |
| 22.°      | Ricardo Santos              | M    | Vôlei de praia      | 1    | 1     | 1      | Pequim 2008      | 0 | 0 | 1 | 3     |
| 24.°      | Alison Cerutti              | M    | Vôlei de praia      | 1    | 1     | 0      | Londres 2012     | 0 | 1 | 0 | 2     |
| 24.°      | Alison Cerutti              | M    | Vôlei de praia      | 1    | 1     | 0      | Rio 2016         | 1 | 0 | 0 | 2     |
| 24.°      | Amauri Ribeiro              | M    | Vôlei               | 1    | 1     | 0      | Los Angeles 1984 | 0 | 1 | 0 | 2     |
| 24.°      | Amauri Ribeiro              | M    | Vôlei               | 1    | 1     | 0      | Barcelona 1992   | 1 | 0 | 0 | 2     |
| 24.°      | Anderson Rodrigues          | M    | Vôlei               | 1    | 1     | 0      | Atenas 2004      | 1 | 0 | 0 | 2     |
| 24.°      | Anderson Rodrigues          | M    | Vôlei               | 1    | 1     | 0      | Pequim 2008      | 0 | 1 | 0 | 2     |
| 24.°      | André Heller                | M    | Vôlei               | 1    | 1     | 0      | Atenas 2004      | 1 | 0 | 0 | 2     |
| 24.°      | André Heller                | M    | Vôlei               | 1    | 1     | 0      | Pequim 2008      | 0 | 1 | 0 | 2     |
| 24.°      | André Nascimento            | M    | Vôlei               | 1    | 1     | 0      | Atenas 2004      | 1 | 0 | 0 | 2     |
| 24.°      | André Nascimento            | M    | Vôlei               | 1    | 1     | 0      | Pequim 2008      | 0 | 1 | 0 | 2     |
| 24.°      | Arthur Zanetti              | M    | Ginástica artística | 1    | 1     | 0      | Londres 2012     | 1 | 0 | 0 | 2     |
| 24.°      | Arthur Zanetti              | M    | Ginástica artística | 1    | 1     | 0      | Rio 2016         | 0 | 1 | 0 | 2     |
| 24.°      | Fernanda Garay              | F    | Vôlei               | 1    | 1     | 0      | Londres 2012     | 1 | 0 | 0 | 2     |
| 24.°      | Fernanda Garay              | F    | Vôlei               | 1    | 1     | 0      | Tóquio 2020      | 0 | 1 | 0 | 2     |
| 24.°      | Gustavo Endres              | M    | Vôlei               | 1    | 1     | 0      | Atenas 2004      | 1 | 0 | 0 | 2     |
| 24.°      | Gustavo Endres              | M    | Vôlei               | 1    | 1     | 0      | Pequim 2008      | 0 | 1 | 0 | 2     |
| 24.°      | Joaquim Cruz                | M    | Atletismo           | 1    | 1     | 0      | Los Angeles 1984 | 1 | 0 | 0 | 2     |
| 24.°      | Joaquim Cruz                | M    | Atletismo           | 1    | 1     | 0      | Seul 1988        | 0 | 1 | 0 | 2     |
| 24.°      | Lucão Saatkamp              | M    | Vôlei               | 1    | 1     | 0      | Londres 2012     | 0 | 1 | 0 | 2     |
| 24.°      | Lucão Saatkamp              | M    | Vôlei               | 1    | 1     | 0      | Rio 2016         | 1 | 0 | 0 | 2     |
| 24.°      | Natália Pereira             | F    | Vôlei               | 1    | 1     | 0      | Londres 2012     | 1 | 0 | 0 | 2     |
| 24.°      | Natália Pereira             | F    | Vôlei               | 1    | 1     | 0      | Tóquio 2020      | 0 | 1 | 0 | 2     |
| 24.°      | Neymar Júnior               | M    | Futebol             | 1    | 1     | 0      | Londres 2012     | 0 | 1 | 0 | 2     |
| 24.°      | Neymar Júnior               | M    | Futebol             | 1    | 1     | 0      | Rio 2016         | 1 | 0 | 0 | 2     |
| 24.°      | Ricardinho Garcia           | M    | Vôlei               | 1    | 1     | 0      | Atenas 2004      | 1 | 0 | 0 | 2     |
| 24.°      | Ricardinho Garcia           | M    | Vôlei               | 1    | 1     | 0      | Londres 2012     | 0 | 1 | 0 | 2     |
| 24.°      | Wallace de Souza            | M    | Vôlei               | 1    | 1     | 0      | Londres 2012     | 0 | 1 | 0 | 2     |
| 24.°      | Wallace de Souza            | M    | Vôlei               | 1    | 1     | 0      | Rio 2016         | 1 | 0 | 0 | 2     |
| 38.°      | César Cielo                 | M    | Natação             | 1    | 0     | 2      | Pequim 2008      | 1 | 0 | 1 | 3     |
| 38.°      | César Cielo                 | M    | Natação             | 1    | 0     | 2      | Londres 2012     | 0 | 0 | 1 | 3     |
| 38.°      | Hélia Fofão                 | F    | Vôlei               | 1    | 0     | 2      | Atlanta 1996     | 0 | 0 | 1 | 3     |
| 38.°      | Hélia Fofão                 | F    | Vôlei               | 1    | 0     | 2      | Sydney 2000      | 0 | 0 | 1 | 3     |
| 38.°      | Hélia Fofão                 | F    | Vôlei               | 1    | 0     | 2      | Pequim 2008      | 1 | 0 | 0 | 3     |
| 38.°      | Rodrigo Pessoa              | M    | Hipismo             | 1    | 0     | 2      | Atlanta 1996     | 0 | 0 | 1 | 3     |
| 38.°      | Rodrigo Pessoa              | M    | Hipismo             | 1    | 0     | 2      | Sydney 2000      | 0 | 0 | 1 | 3     |
| 38.°      | Rodrigo Pessoa              | M    | Hipismo             | 1    | 0     | 2      | Atenas 2004      | 1 | 0 | 0 | 3     |
| 41.°      | Aurélio Miguel              | M    | Judô                | 1    | 0     | 1      | Seul 1988        | 1 | 0 | 0 | 2     |
| 41.°      | Aurélio Miguel              | M    | Judô                | 1    | 0     | 1      | Atlanta 1996     | 0 | 0 | 1 | 2     |
| 41.°      | Beatriz Souza               | F    | Judô                | 1    | 0     | 1      | Paris 2024       | 1 | 0 | 1 | 2     |
| 41.°      | Guilherme Paraense          | M    | Tiro esportivo      | 1    | 0     | 1      | Antuérpia 1920   | 1 | 0 | 1 | 2     |
| 41.°      | Rafaela Silva               | F    | Judô                | 1    | 0     | 1      | Rio 2016         | 1 | 0 | 0 | 2     |
| 41.°      | Rafaela Silva               | F    | Judô                | 1    | 0     | 1      | Paris 2024       | 0 | 0 | 1 | 2     |
| 41.°      | Sandra Pires                | F    | Vôlei de praia      | 1    | 0     | 1      | Atlanta 1996     | 1 | 0 | 0 | 2     |
| 41.°      | Sandra Pires                | F    | Vôlei de praia      | 1    | 0     | 1      | Sydney 2000      | 0 | 0 | 1 | 2     |
| 41.°      | Thiago Braz                 | M    | Atletismo           | 1    | 0     | 1      | Rio 2016         | 1 | 0 | 0 | 2     |
| 41.°      | Thiago Braz                 | M    | Atletismo           | 1    | 0     | 1      | Tóquio 2020      | 0 | 0 | 1 | 2     |
| 41.°      | Walewska Oliveira           | F    | Vôlei               | 1    | 0     | 1      | Sydney 2000      | 0 | 0 | 1 | 2     |
| 41.°      | Walewska Oliveira           | F    | Vôlei               | 1    | 0     | 1      | Pequim 2008      | 1 | 0 | 0 | 2     |
| 48.°      | Marta Vieira                | F    | Futebol             | 0    | 3     | 0      | Atenas 2004      | 0 | 1 | 0 | 3     |
| 48.°      | Marta Vieira                | F    | Futebol             | 0    | 3     | 0      | Pequim 2008      | 0 | 1 | 0 | 3     |
| 48.°      | Marta Vieira                | F    | Futebol             | 0    | 3     | 0      | Paris 2024       | 0 | 1 | 0 | 3     |
| 49.°      | Gustavo Borges              | M    | Natação             | 0    | 2     | 2      | Barcelona 1992   | 0 | 1 | 0 | 4     |
| 49.°      | Gustavo Borges              | M    | Natação             | 0    | 2     | 2      | Atlanta 1996     | 0 | 1 | 1 | 4     |
| 49.°      | Gustavo Borges              | M    | Natação             | 0    | 2     | 2      | Sydney 2000      | 0 | 0 | 1 | 4     |
| 50.°      | Ademir Roque                | M    | Futebol             | 0    | 2     | 0      | Los Angeles 1984 | 0 | 1 | 0 | 2     |
| 50.°      | Ademir Roque                | M    | Futebol             | 0    | 2     | 0      | Seul 1988        | 0 | 1 | 0 | 2     |
| 50.°      | Adriana Behar               | F    | Vôlei de praia      | 0    | 2     | 0      | Sydney 2000      | 0 | 1 | 0 | 2     |
| 50.°      | Adriana Behar               | F    | Vôlei de praia      | 0    | 2     | 0      | Atenas 2004      | 0 | 1 | 0 | 2     |
| 50.°      | Andréia Suntaque            | F    | Futebol             | 0    | 2     | 0      | Atenas 2004      | 0 | 1 | 0 | 2     |
| 50.°      | Andréia Suntaque            | F    | Futebol             | 0    | 2     | 0      | Pequim 2008      | 0 | 1 | 0 | 2     |
| 50.°      | Cristiane Rozeira           | F    | Futebol             | 0    | 2     | 0      | Atenas 2004      | 0 | 1 | 0 | 2     |
| 50.°      | Cristiane Rozeira           | F    | Futebol             | 0    | 2     | 0      | Pequim 2008      | 0 | 1 | 0 | 2     |
| 50.°      | Daniela Alves               | F    | Futebol             | 0    | 2     | 0      | Atenas 2004      | 0 | 1 | 0 | 2     |
| 50.°      | Daniela Alves               | F    | Futebol             | 0    | 2     | 0      | Pequim 2008      | 0 | 1 | 0 | 2     |
| 50.°      | Delma Pretinha              | F    | Futebol             | 0    | 2     | 0      | Atenas 2004      | 0 | 1 | 0 | 2     |
| 50.°      | Delma Pretinha              | F    | Futebol             | 0    | 2     | 0      | Pequim 2008      | 0 | 1 | 0 | 2     |
| 50.°      | Luiz Carlos Winck           | M    | Futebol             | 0    | 2     | 0      | Los Angeles 1984 | 0 | 1 | 0 | 2     |
| 50.°      | Luiz Carlos Winck           | M    | Futebol             | 0    | 2     | 0      | Seul 1988        | 0 | 1 | 0 | 2     |
| 50.°      | Maycon Santos               | F    | Futebol             | 0    | 2     | 0      | Atenas 2004      | 0 | 1 | 0 | 2     |
| 50.°      | Maycon Santos               | F    | Futebol             | 0    | 2     | 0      | Pequim 2008      | 0 | 1 | 0 | 2     |
| 50.°      | Miraíldes Formiga           | F    | Futebol             | 0    | 2     | 0      | Atenas 2004      | 0 | 1 | 0 | 2     |
| 50.°      | Miraíldes Formiga           | F    | Futebol             | 0    | 2     | 0      | Pequim 2008      | 0 | 1 | 0 | 2     |
| 50.°      | Murilo Endres               | M    | Vôlei               | 0    | 2     | 0      | Pequim 2008      | 0 | 1 | 0 | 2     |
| 50.°      | Murilo Endres               | M    | Vôlei               | 0    | 2     | 0      | Londres 2012     | 0 | 1 | 0 | 2     |
| 50.°      | Renata Kóki                 | F    | Futebol             | 0    | 2     | 0      | Atenas 2004      | 0 | 1 | 0 | 2     |
| 50.°      | Renata Kóki                 | F    | Futebol             | 0    | 2     | 0      | Pequim 2008      | 0 | 1 | 0 | 2     |
| 50.°      | Rosana dos Santos           | F    | Futebol             | 0    | 2     | 0      | Atenas 2004      | 0 | 1 | 0 | 2     |
| 50.°      | Rosana dos Santos           | F    | Futebol             | 0    | 2     | 0      | Pequim 2008      | 0 | 1 | 0 | 2     |
| 50.°      | Shelda Bedê                 | F    | Vôlei de praia      | 0    | 2     | 0      | Sydney 2000      | 0 | 1 | 0 | 2     |
| 50.°      | Shelda Bedê                 | F    | Vôlei de praia      | 0    | 2     | 0      | Atenas 2004      | 0 | 1 | 0 | 2     |
| 50.°      | Tânia Maranhão              | F    | Futebol             | 0    | 2     | 0      | Atenas 2004      | 0 | 1 | 0 | 2     |
| 50.°      | Tânia Maranhão              | F    | Futebol             | 0    | 2     | 0      | Pequim 2008      | 0 | 1 | 0 | 2     |
| 64.°      | Adriana Santos              | F    | Basquete            | 0    | 1     | 1      | Atlanta 1996     | 0 | 1 | 0 | 2     |
| 64.°      | Adriana Santos              | F    | Basquete            | 0    | 1     | 1      | Sydney 2000      | 0 | 0 | 1 | 2     |
| 64.°      | Adriana Samuel              | F    | Vôlei de praia      | 0    | 1     | 1      | Atlanta 1996     | 0 | 1 | 0 | 2     |
| 64.°      | Adriana Samuel              | F    | Vôlei de praia      | 0    | 1     | 1      | Sydney 2000      | 0 | 0 | 1 | 2     |
| 64.°      | Afrânio da Costa            | M    | Tiro esportivo      | 0    | 1     | 1      | Antuérpia 1920   | 0 | 1 | 1 | 2     |
| 64.°      | Alessandra Santos           | F    | Basquete            | 0    | 1     | 1      | Atlanta 1996     | 0 | 1 | 0 | 2     |
| 64.°      | Alessandra Santos           | F    | Basquete            | 0    | 1     | 1      | Sydney 2000      | 0 | 0 | 1 | 2     |
| 64.°      | Alexandre Pato              | M    | Futebol             | 0    | 1     | 1      | Pequim 2008      | 0 | 0 | 1 | 2     |
| 64.°      | Alexandre Pato              | M    | Futebol             | 0    | 1     | 1      | Londres 2012     | 0 | 1 | 0 | 2     |
| 64.°      | Ana Cristina de Souza       | F    | Vôlei               | 0    | 1     | 1      | Tóquio 2020      | 0 | 1 | 0 | 2     |
| 64.°      | Ana Cristina de Souza       | F    | Vôlei               | 0    | 1     | 1      | Paris 2024       | 0 | 0 | 1 | 2     |
| 64.°      | André Domingos              | M    | Atletismo           | 0    | 1     | 1      | Atlanta 1996     | 0 | 0 | 1 | 2     |
| 64.°      | André Domingos              | M    | Atletismo           | 0    | 1     | 1      | Sydney 2000      | 0 | 1 | 0 | 2     |
| 64.°      | Bebeto Gama                 | M    | Futebol             | 0    | 1     | 1      | Seul 1988        | 0 | 1 | 0 | 2     |
| 64.°      | Bebeto Gama                 | M    | Futebol             | 0    | 1     | 1      | Atlanta 1996     | 0 | 0 | 1 | 2     |
| 64.°      | Beatriz Ferreira            | F    | Boxe                | 0    | 1     | 1      | Tóquio 2020      | 0 | 1 | 0 | 2     |
| 64.°      | Beatriz Ferreira            | F    | Boxe                | 0    | 1     | 1      | Paris 2024       | 0 | 0 | 1 | 2     |
| 64.°      | Bruno Prada                 | M    | Vela                | 0    | 1     | 1      | Pequim 2008      | 0 | 1 | 0 | 2     |
| 64.°      | Bruno Prada                 | M    | Vela                | 0    | 1     | 1      | Londres 2012     | 0 | 0 | 1 | 2     |
| 64.°      | Carol Silva                 | F    | Vôlei               | 0    | 1     | 1      | Tóquio 2020      | 0 | 1 | 0 | 2     |
| 64.°      | Carol Silva                 | F    | Vôlei               | 0    | 1     | 1      | Paris 2024       | 0 | 0 | 1 | 2     |
| 64.°      | Cíntia Tuiú                 | F    | Basquete            | 0    | 1     | 1      | Atlanta 1996     | 0 | 1 | 0 | 2     |
| 64.°      | Cíntia Tuiú                 | F    | Basquete            | 0    | 1     | 1      | Sydney 2000      | 0 | 0 | 1 | 2     |
| 64.°      | Édson Luciano               | M    | Atletismo           | 0    | 1     | 1      | Atlanta 1996     | 0 | 0 | 1 | 2     |
| 64.°      | Édson Luciano               | M    | Atletismo           | 0    | 1     | 1      | Sydney 2000      | 0 | 1 | 0 | 2     |
| 64.°      | Gabi Guimarães              | F    | Vôlei               | 0    | 1     | 1      | Tóquio 2020      | 0 | 1 | 0 | 2     |
| 64.°      | Gabi Guimarães              | F    | Vôlei               | 0    | 1     | 1      | Paris 2024       | 0 | 0 | 1 | 2     |
| 64.°      | Janeth Arcain               | F    | Basquete            | 0    | 1     | 1      | Atlanta 1996     | 0 | 1 | 0 | 2     |
| 64.°      | Janeth Arcain               | F    | Basquete            | 0    | 1     | 1      | Sydney 2000      | 0 | 0 | 1 | 2     |
| 64.°      | Macris Carneiro             | F    | Vôlei               | 0    | 1     | 1      | Tóquio 2020      | 0 | 1 | 0 | 2     |
| 64.°      | Macris Carneiro             | F    | Vôlei               | 0    | 1     | 1      | Paris 2024       | 0 | 0 | 1 | 2     |
| 64.°      | Marcelo Vieira              | M    | Futebol             | 0    | 1     | 1      | Pequim 2008      | 0 | 0 | 1 | 2     |
| 64.°      | Marcelo Vieira              | M    | Futebol             | 0    | 1     | 1      | Londres 2012     | 0 | 1 | 0 | 2     |
| 64.°      | Marta Sobral                | F    | Basquete            | 0    | 1     | 1      | Atlanta 1996     | 0 | 1 | 0 | 2     |
| 64.°      | Marta Sobral                | F    | Basquete            | 0    | 1     | 1      | Sydney 2000      | 0 | 0 | 1 | 2     |
| 64.°      | Nelson Prudêncio            | M    | Atletismo           | 0    | 1     | 1      | México 1968      | 0 | 1 | 0 | 2     |
| 64.°      | Nelson Prudêncio            | M    | Atletismo           | 0    | 1     | 1      | Munique 1972     | 0 | 0 | 1 | 2     |
| 64.°      | Rayssa Leal                 | F    | Skate               | 0    | 1     | 1      | Tóquio 2020      | 0 | 1 | 0 | 2     |
| 64.°      | Rayssa Leal                 | F    | Skate               | 0    | 1     | 1      | Paris 2024       | 0 | 0 | 1 | 2     |
| 64.°      | Roberta Ratzke              | F    | Vôlei               | 0    | 1     | 1      | Tóquio 2020      | 0 | 1 | 0 | 2     |
| 64.°      | Roberta Ratzke              | F    | Vôlei               | 0    | 1     | 1      | Paris 2024       | 0 | 0 | 1 | 2     |
| 64.°      | Rosamaria Montibeller       | F    | Vôlei               | 0    | 1     | 1      | Tóquio 2020      | 0 | 1 | 0 | 2     |
| 64.°      | Rosamaria Montibeller       | F    | Vôlei               | 0    | 1     | 1      | Paris 2024       | 0 | 0 | 1 | 2     |
| 64.°      | Sílvia Luz                  | F    | Basquete            | 0    | 1     | 1      | Atlanta 1996     | 0 | 1 | 0 | 2     |
| 64.°      | Sílvia Luz                  | F    | Basquete            | 0    | 1     | 1      | Sydney 2000      | 0 | 0 | 1 | 2     |
| 64.°      | Tiago Camilo                | M    | Judô                | 0    | 1     | 1      | Sydney 2000      | 0 | 1 | 0 | 2     |
| 64.°      | Tiago Camilo                | M    | Judô                | 0    | 1     | 1      | Pequim 2008      | 0 | 0 | 1 | 2     |
| 64.°      | Thiago Silva                | M    | Futebol             | 0    | 1     | 1      | Pequim 2008      | 0 | 0 | 1 | 2     |
| 64.°      | Thiago Silva                | M    | Futebol             | 0    | 1     | 1      | Londres 2012     | 0 | 1 | 0 | 2     |
| 64.°      | Vicente Lenílson            | M    | Atletismo           | 0    | 1     | 1      | Sydney 2000      | 0 | 1 | 0 | 2     |
| 64.°      | Vicente Lenílson            | M    | Atletismo           | 0    | 1     | 1      | Pequim 2008      | 0 | 0 | 1 | 2     |
| 64.°      | Willian Lima                | M    | Judô                | 0    | 1     | 1      | Paris 2024       | 0 | 1 | 1 | 2     |
| 91.°      | Mayra Aguiar                | F    | Judô                | 0    | 0     | 3      | Londres 2012     | 0 | 0 | 1 | 3     |
| 91.°      | Mayra Aguiar                | F    | Judô                | 0    | 0     | 3      | Rio 2016         | 0 | 0 | 1 | 3     |
| 91.°      | Mayra Aguiar                | F    | Judô                | 0    | 0     | 3      | Tóquio 2020      | 0 | 0 | 1 | 3     |
| 91.°      | Rafael Silva                | M    | Judô                | 0    | 0     | 3      | Londres 2012     | 0 | 0 | 1 | 3     |
| 91.°      | Rafael Silva                | M    | Judô                | 0    | 0     | 3      | Rio 2016         | 0 | 0 | 1 | 3     |
| 91.°      | Rafael Silva                | M    | Judô                | 0    | 0     | 3      | Paris 2024       | 0 | 0 | 1 | 3     |
| 93.°      | Alison dos Santos           | M    | Atletismo           | 0    | 0     | 2      | Tóquio 2020      | 0 | 0 | 1 | 2     |
| 93.°      | Alison dos Santos           | M    | Atletismo           | 0    | 0     | 2      | Paris 2024       | 0 | 0 | 1 | 2     |
| 93.°      | Álvaro Doda de Miranda Neto | M    | Hipismo             | 0    | 0     | 2      | Atlanta 1996     | 0 | 0 | 1 | 2     |
| 93.°      | Álvaro Doda de Miranda Neto | M    | Hipismo             | 0    | 0     | 2      | Sydney 2000      | 0 | 0 | 1 | 2     |
| 93.°      | Amaury Pasos                | M    | Basquete            | 0    | 0     | 2      | Roma 1960        | 0 | 0 | 1 | 2     |
| 93.°      | Amaury Pasos                | M    | Basquete            | 0    | 0     | 2      | Tóquio 1964      | 0 | 0 | 1 | 2     |
| 93.°      | André Johannpeter           | M    | Hipismo             | 0    | 0     | 2      | Atlanta 1996     | 0 | 0 | 1 | 2     |
| 93.°      | André Johannpeter           | M    | Hipismo             | 0    | 0     | 2      | Sydney 2000      | 0 | 0 | 1 | 2     |
| 93.°      | Antonio Sucar               | M    | Basquete            | 0    | 0     | 2      | Roma 1960        | 0 | 0 | 1 | 2     |
| 93.°      | Antonio Sucar               | M    | Basquete            | 0    | 0     | 2      | Tóquio 1964      | 0 | 0 | 1 | 2     |
| 93.°      | Carlos Mosquito             | M    | Basquete            | 0    | 0     | 2      | Roma 1960        | 0 | 0 | 1 | 2     |
| 93.°      | Carlos Mosquito             | M    | Basquete            | 0    | 0     | 2      | Tóquio 1964      | 0 | 0 | 1 | 2     |
| 93.°      | Carmo Rosa Branca           | M    | Basquete            | 0    | 0     | 2      | Roma 1960        | 0 | 0 | 1 | 2     |
| 93.°      | Carmo Rosa Branca           | M    | Basquete            | 0    | 0     | 2      | Tóquio 1964      | 0 | 0 | 1 | 2     |
| 93.°      | Daniel Cargnin              | M    | Judô                | 0    | 0     | 2      | Tóquio 2020      | 0 | 0 | 1 | 2     |
| 93.°      | Daniel Cargnin              | M    | Judô                | 0    | 0     | 2      | Paris 2024       | 0 | 0 | 1 | 2     |
| 93.°      | Edson Bispo                 | M    | Basquete            | 0    | 0     | 2      | Roma 1960        | 0 | 0 | 1 | 2     |
| 93.°      | Edson Bispo                 | M    | Basquete            | 0    | 0     | 2      | Tóquio 1964      | 0 | 0 | 1 | 2     |
| 93.°      | Fernando Scherer            | M    | Natação             | 0    | 0     | 2      | Atlanta 1996     | 0 | 0 | 1 | 2     |
| 93.°      | Fernando Scherer            | M    | Natação             | 0    | 0     | 2      | Sydney 2000      | 0 | 0 | 1 | 2     |
| 93.°      | Jatyr Schall                | M    | Basquete            | 0    | 0     | 2      | Roma 1960        | 0 | 0 | 1 | 2     |
| 93.°      | Jatyr Schall                | M    | Basquete            | 0    | 0     | 2      | Tóquio 1964      | 0 | 0 | 1 | 2     |
| 93.°      | João Carlos de Oliveira     | M    | Atletismo           | 0    | 0     | 2      | Montreal 1976    | 0 | 0 | 1 | 2     |
| 93.°      | João Carlos de Oliveira     | M    | Atletismo           | 0    | 0     | 2      | Moscou 1980      | 0 | 0 | 1 | 2     |
| 93.°      | Ketleyn Quadros             | F    | Judô                | 0    | 0     | 2      | Pequim 2008      | 0 | 0 | 1 | 2     |
| 93.°      | Ketleyn Quadros             | F    | Judô                | 0    | 0     | 2      | Paris 2024       | 0 | 0 | 1 | 2     |
| 93.°      | Larissa Pimenta             | F    | Judô                | 0    | 0     | 2      | Paris 2024       | 0 | 0 | 2 | 2     |
| 93.°      | Lars Grael                  | M    | Vela                | 0    | 0     | 2      | Seul 1988        | 0 | 0 | 1 | 2     |
| 93.°      | Lars Grael                  | M    | Vela                | 0    | 0     | 2      | Atlanta 1996     | 0 | 0 | 1 | 2     |
| 93.°      | Leandro Guilheiro           | M    | Judô                | 0    | 0     | 2      | Atenas 2004      | 0 | 0 | 1 | 2     |
| 93.°      | Leandro Guilheiro           | M    | Judô                | 0    | 0     | 2      | Pequim 2008      | 0 | 0 | 1 | 2     |
| 93.°      | Leila Barros                | F    | Vôlei               | 0    | 0     | 2      | Atlanta 1996     | 0 | 0 | 1 | 2     |
| 93.°      | Leila Barros                | F    | Vôlei               | 0    | 0     | 2      | Sydney 2000      | 0 | 0 | 1 | 2     |
| 93.°      | Luiz Felipe de Azevedo      | M    | Hipismo             | 0    | 0     | 2      | Atlanta 1996     | 0 | 0 | 1 | 2     |
| 93.°      | Luiz Felipe de Azevedo      | M    | Hipismo             | 0    | 0     | 2      | Sydney 2000      | 0 | 0 | 1 | 2     |
| 93.°      | Reinaldo Conrad             | M    | Vela                | 0    | 0     | 2      | México 1968      | 0 | 0 | 1 | 2     |
| 93.°      | Reinaldo Conrad             | M    | Vela                | 0    | 0     | 2      | Montreal 1976    | 0 | 0 | 1 | 2     |
| 93.°      | Robson Caetano              | M    | Atletismo           | 0    | 0     | 2      | Seul 1988        | 0 | 0 | 1 | 2     |
| 93.°      | Robson Caetano              | M    | Atletismo           | 0    | 0     | 2      | Atlanta 1996     | 0 | 0 | 1 | 2     |
| 93.°      | Virna Dias                  | F    | Vôlei               | 0    | 0     | 2      | Atlanta 1996     | 0 | 0 | 1 | 2     |
| 93.°      | Virna Dias                  | F    | Vôlei               | 0    | 0     | 2      | Sydney 2000      | 0 | 0 | 1 | 2     |
| 93.°      | Wlamir Marques              | M    | Basquete            | 0    | 0     | 2      | Roma 1960        | 0 | 0 | 1 | 2     |
| 93.°      | Wlamir Marques              | M    | Basquete            | 0    | 0     | 2      | Tóquio 1964      | 0 | 0 | 1 | 2     |
| 93.°      | Zenny Algodão               | M    | Basquete            | 0    | 0     | 2      | Londres 1948     | 0 | 0 | 1 | 2     |
| 93.°      | Zenny Algodão               | M    | Basquete            | 0    | 0     | 2      | Roma 1960        | 0 | 0 | 1 | 2     |

(*) A jogadora de voleibol Tandara Caixeta tem uma conquista sob júdice, uma vez que participou das edições de Londres 2012 e Tóquio 2020, respectivamente ouro e prata. Desta última, a atleta foi cortada devido doping antes das semifinais e figura nestas relações apenas com o título de 2012 até o momento, embora a súmula da edição de 2020 liste a jogadora como medalhista.